# ニカ・クリジュナル
- ニカ・クリジュナー
- ニカ・クリズナー

ニカ・クリジュナル（Nika Križnar、2000年3月9日 - ）は、スロベニア・シュコフィア・ローカ出身の女子スキージャンプ選手。2020/21シーズンの女子ワールドカップ総合優勝者。

## 経歴
FISカップのデビューは2015年夏のフィラッハ大会で、12位でポイントを獲得。直後にサマーコンチネンタルカップオーベルヴィーゼンタール大会でデビューし、22位でポイントを獲得した。
ワールドカップデビューは2015/16シーズンのリュブノ大会で1日目14位、2日目12位となりポイントを獲得した。2016年のジュニア世界選手権ルシュノヴ大会では個人7位、混合団体金メダルのメンバーとなった。
2016/17シーズンはワールドカップ総合33位であった。ジュニア世界選手権パークシティ大会では混合団体金メダル、女子団体銀メダル、個人銅メダルと出場したすべての競技でメダルを獲得した。世界選手権ラハティ大会に初出場し、個人ノーマルヒル13位、混合団体4位のメンバーとなった。
2017/18シーズンはワールドカップルシュノヴ大会で3位と初の表彰台を獲得し、総合10位で終えた。2018年平昌オリンピックでは、個人ノーマルヒル7位であった。ジュニア世界選手権カンデルシュテーク大会では女子個人および女子団体で金メダルを獲得した。
2018/19シーズンはワールドカップチャイコフスキー大会で3位など、総合5位であった。世界選手権ゼーフェルト大会は、個人ノーマルヒル7位、女子団体および混合団体4位であった。
2019/20シーズンはワールドカップリュブノ大会で3位など、総合7位であった。
2020/21シーズンはワールドカップ開幕戦のラムサウ大会で2位に入り、ヒンツェンバッハ大会で1日目に初優勝、2日目および3日目に2位などと躍進し、優勝2回、2位4回、3位4回の成績で総合優勝を果たした。世界選手権オーベルストドルフ大会では個人ノーマルヒル5位、個人ラージヒル3位、女子団体2位、混合団体4位のメンバーとなった。

## 主な競技成績

### 冬季オリンピック
- 2018平昌オリンピック（ 韓国）
  - 個人ノーマルヒル 7位
- 2022北京オリンピック（ 中国）
  - 個人ノーマルヒル 3位
  - 混合団体ノーマルヒル 1位

### 世界選手権
- 2017年ラハティ大会 ( フィンランド)
  - 個人ノーマルヒル 13位
  - 混合団体ノーマルヒル 4位
- 2019年ゼーフェルト大会 ( オーストリア)
  - 個人ノーマルヒル 7位
  - 女子団体ノーマルヒル 4位
  - 混合団体ノーマルヒル 4位
- 2021年オーベルストドルフ大会 ( ドイツ)
  - 個人ノーマルヒル 5位
  - 個人ラージヒル 3位
  - 女子団体ノーマルヒル 2位
  - 混合団体ノーマルヒル 4位

### ジュニア世界選手権
- 2016年ルシュノヴ大会（ ルーマニア）
  - 女子個人 7位
  - 混合団体 1位
- 2017年パークシティ大会（ アメリカ合衆国）
  - 女子個人 3位
  - 女子団体 2位
  - 混合団体 1位
- 2018年カンデルシュテーク大会（ スイス）
  - 女子個人 1位
  - 女子団体 1位

### ワールドカップ
- 通算 1位5回、2位10回、3位7回（2021/22シーズンまで）

| シーズン | 順位 | ポイント |
| -------- | ---- | -------- |
| 2015/16  | 36.  | 40       |
| 2016/17  | 33.  | 74       |
| 2017/18  | 10.  | 383      |
| 2018/19  | 5.   | 826      |
| 2019/20  | 7.   | 497      |
| 2020/21  | 1.   | 871      |
| 2021/22  | 2.   | 1191     |

### サマーグランプリ
- 通算 1位2回、3位2回（2021シーズンまで）

| シーズン | 順位 | ポイント |
| -------- | ---- | -------- |
| 2016     | 25.  | 22       |
| 2017     | 31.  | 20       |
| 2018     | 18.  | 65       |
| 2019     | 2.   | 200      |
| 2020     | 1.   | 100      |
| 2021     | 5.   | 236      |